# Lacmellea peruviana
Lacmellea peruviana är en oleanderväxtart som först beskrevs av Henri Ferdinand Van Heurck och Johannes Müller Argoviensis och som fick sitt nu gällande namn av Friedrich Markgraf.
Lacmellea peruviana ingår i släktet Lacmellea och familjen oleanderväxter. Inga underarter finns listade i Catalogue of Life.